# العلاقات الجنوب إفريقية السريلانكية
العلاقات الجنوب أفريقية السريلانكية هي العلاقات الثنائية التي تجمع بين جنوب أفريقيا وسريلانكا.

## مقارنة بين البلدين
هذه مقارنة عامة ومرجعية للدولتين:
| وجه المقارنة                                              | جنوب أفريقيا | سريلانكا                         |
| --------------------------------------------------------- | --- | -------------------------------- |
| المساحة (كم2)                                             | 1.22 مليون | 65.61 ألف                        |
| عدد السكان (نسمة)                                         | 57.73 مليون | 21.44 مليون                      |
| الكثافة السكانية (ن./كم²)                                 | 47.32 | 326.78                           |
| العاصمة                                                   | بريتوريا، بلومفونتين، كيب تاون | سري جاياواردنابورا كوتي، كولمبو  |
| اللغة الرسمية                                             | لغة إنجليزية، اللغة الأفريقانية، اللغة النديبلي الجنوبية، اللغة السوثو الشمالية، اللغة السوتية، لغة سوازي، اللغة التسونجا، اللغة التسوانية، اللغة الفيندية، اللغة الكوسية، اللغة الزولوية | اللغة السنهالية، اللغة التاميلية |
| العملة                                                    | راند جنوب أفريقي | روبية سريلانكي                   |
| الناتج المحلي الإجمالي (بليون دولار)                      | 349.42 مليار | 87.17 مليار                      |
| الناتج المحلي الإجمالي (تعادل القوة الشرائية) بليون دولار | 725.91 مليار | 246.62 مليار                     |
| الناتج المحلي الإجمالي الاسمي للفرد دولار أمريكي          | 5.72 ألف | 3.93 ألف                         |
| الناتج المحلي الإجمالي للفرد دولار أمريكي                 | 13.05 ألف | 11.11 ألف                        |
| مؤشر التنمية البشرية                                      | 0.666 | 0.757                            |
| رمز المكالمات الدولي                                      | +27 | +94                              |
| رمز الإنترنت                                              | .za | .lk،                             |
| المنطقة الزمنية                                           | ت ع م+02:00، أفريقيا/جوهانسبرغ ‏ | ت ع م+05:30                      |

## منظمات دولية مشتركة
يشترك البلدان في عضوية مجموعة من المنظمات الدولية، منها:
| علم المنظمة | اسم المنظمة                        | تاريخ انضمام جنوب أفريقيا | تاريخ انضمام سريلانكا |
| ----------- | ---------------------------------- | ------------------------- | --------------------- |
|             | مؤسسة التنمية الدولية              | 12 أكتوبر 1960            | 27 يونيو 1961         |
|             | يونسكو                             | 4 نوفمبر 1946             | 14 نوفمبر 1949        |
|             | وكالة ضمان الاستثمار متعدد الأطراف | 10 مارس 1994              | 27 مايو 1988          |
|             | الأمم المتحدة                      | 7 نوفمبر 1945             | 14 ديسمبر 1955        |
|             | دول الكومنولث                      | 11 ديسمبر 1931            | 1948                  |
|             | الاتحاد البريدي العالمي            | ?                         | ?                     |
|             | البنك الدولي للإنشاء والتعمير      | 27 ديسمبر 1945            | 29 أغسطس 1950         |
|             | المنظمة الهيدروغرافية الدولية      | ?                         | ?                     |
|             | الاتحاد الدولي للاتصالات           | 1910                      | 1897                  |
|             | منظمة حظر الأسلحة الكيميائية       | ?                         | ?                     |
|             | مؤسسة التمويل الدولية              | 3 أبريل 1957              | 20 يوليو 1956         |
|             | منظمة التجارة العالمية             | 1995                      | ?                     |
|             | منظمة الشرطة الجنائية الدولية      | ?                         | ?                     |

## وصلات خارجية
- موقع وزارة الخارجية الجنوب أفريقية
- موقع وزارة الخارجية السريلانكية